# Yui Susaki
Yui Susaki (jap. 須崎 優衣, Susaki Yui; * 30. Juni 1999 in Matsudo) ist eine japanische Ringerin. Sie wurde 2017 Weltmeisterin der Frauen in der Gewichtsklasse bis 48 kg und 2018 in der Gewichtsklasse bis 50 kg Körpergewicht.

## Werdegang
Yui Susaki begann als Jugendliche 2006 mit dem Ringen. Ihr Talent wurde frühzeitig erkannt und seit 2013 wird sie gezielt gefördert. Ihr Trainer ist seit dieser Zeit Shoko Yoshimura. Sie trainierte bereits seit ihrer Oberschulzeit in der JOC Elite Academy Tokio. Derzeit ist sie Studentin und Mitglied des Ringer-Teams der Waseda-Universität. Bei einer Körpergröße von 1,53 Metern ringt sie in der Gewichtsklasse bis 48 kg (bis 2018) beziehungsweise bis 50 kg (seit 2018) Körpergewicht.
2014 wurde Yui Susaki in Snina (Slowakei) in der Gewichtsklasse bis 43 kg erstmal Junioren-Weltmeisterin der Altersgruppe Cadets. Diesen Titel gewann sie auch 2015 in Sarajevo und 2016 in Tiflis in den jeweils höheren Gewichtsklassen bis 46 kg bzw. 49 kg Körpergewicht.
Im Dezember 2016 wurde sie in Abwesenheit der Olympiasiegerin dieses Jahres Eri Tosaka, die verletzt war, japanische Frauen-Meisterin. Da Eri Tosaka das ganze Jahr 2017 verletzungsbedingt ausfiel, wurde Yui Susaki gezielt auf die Höhepunkte des Ringer-Jahres 2017 vorbereitet. Sie bestand dann diese Herausforderungen hervorragend, denn sie wurde im Mai 2017 in Neu-Delhi mit einem Sieg im Finale über Kim Son-hyang aus Nordkorea Asienmeisterin in der Gewichtsklasse bis 48 kg und im August 2017 in Paris auch Weltmeisterin in der gleichen Gewichtsklasse. Auf dem Weg zu diesem Erfolg besiegte sie Thalia Jihann Mallqui Peche aus Peru, Julie Martine Sabatie aus Frankreich, Victoria Lacey Anthony aus den Vereinigten Staaten, wiederum Kim Sonhyang und im Endkampf Emilia Alina Vuc aus Rumänien.
Bei der im Dezember 2017 ausgetragenen japanischen Meisterschaft verlor Yui Susaki gegen Yuki Irie, die sie im Halbfinale nach 5:48 Minuten mit 10:0 Punkten von der Matte schickte. Sie belegte daraufhin hinter Yuki Irie und Miho Igarashi nur den 3. Platz. Bei der Junioren-Weltmeisterschaft, die im September 2018 in Trnava ausgetragen wurde, besiegte sie im Finale der Gewichtsklasse bis 50 kg die Deutsche Ellen Riesterer und holte sich den Titel. Im Oktober 2018 wurde sie in Budapest auch Weltmeisterin bei den Senioren in der gleichen Gewichtsklasse. Auf dem Weg zu diesem Erfolg besiegte sie Emilia Alina Vuc, Ritu Ritu aus Indien, Oksana Liwatsch aus der Ukraine und Mariya Stadnik.
Beim Meiji-Cup im Juni 2019 in Tokio, dem für die Nominierung für die Weltmeisterschaft maßgebenden Turnier, siegte Yui Susaki im Finale gegen die Olympiasiegerin von 2016 Eri Tosaka, die sie nach 1:36 Minuten mit 10:0 Punkten von der Matte fegte. Am 6. Juli 2019 verlor Yui Susaki in einem extra angesetzten WM-Ausscheidungskampf gegen die beim Meiji-Cup 2019 verletzt gewesene Yuki Irie klar mit 1:6 Punkten.
Sie war dann im August 2019 bei der Junioren-Weltmeisterschaft (Juniors) in Tallinn am Start und gewann dort in der Gewichtsklasse bis 50 kg ihren insgesamt siebten Weltmeistertitel. Sie bezwang dabei alle ihre fünf Gegnerinnen vorzeitig, entweder durch einen Schultersieg oder durch technische Schultersiege (10 techn. Punkte Vorsprung). Sie ließ dabei keinen einzigen techn. Punkt ihrer Gegnerinnen zu.
Im April 2021 nahm Yui Susaki am asiatischen Qualifikationsturnier für die Olympischen Spiele in Tokio teil, das in Almaty stattfand. Sie gewann ihre Kämpfe ohne Punktverluste, sicherte sich damit den ersten Platz und gleichzeitig ihren Startplatz für Olympia. Während der Eröffnungsfeier war sie gemeinsam mit dem Basketballspieler Rui Hachimura die Fahnenträgerin ihrer Nation. In der Gewichtsklasse bis 50 kg gewann sie die Goldmedaille. Dabei gewann sie alle Kämpfe vorzeitig, wiederum ohne einen Punkt der Gegnerinnen zuzulassen.
Im September 2022 gewann sie bei den Ringer-Weltmeisterschaften in der serbischen Hauptstadt Belgrad die Goldmedaille in der Gewichtsklasse bis 50 kg. Ebenso bei den U23-Weltmeisterschaften im Oktober desselben Jahres in Pontevedra, Spanien.
Im September 2023 gewann sie bei den Ringer-Weltmeisterschaften in Belgrad die Goldmedaille in der Gewichtsklasse bis 50 kg.
Im April 2024 gewann sie bei den Ringer-Asienmeisterschaften in der kirgisischen Hauptstadt Bischkek die Goldmedaille in der Gewichtsklasse bis 50 kg. Bei den Olympischen Spielen in Paris gewann sie die Bronzemedaille.

## Internationale Erfolge
| Jahr | Platz | Wettbewerb                               | Gewichtsklasse | Ergebnisse |
| ---- | ----- | ---------------------------------------- | -------------- | --- |
| 2014 | 1.    | Junioren-WM (Cadets) in Snina (Slowakei) | bis 43 kg      | vor Sonu, Indien, Munkhnar Byambasuren, Mongolei und Veronika Gurskaja, Russland                                                                                |
| 2015 | 1.    | Junioren-WM (Cadets) in Sarajevo         | bis 46 kg      | vor Alleida Martinez, USA, Lisa Ersel, Deutschland und Maria Tjumerekowa, Russland                                                                              |
| 2016 | 1.    | Junioren-WM (Cadets) in Tiflis           | bis 49 kg      | vor Maria Tjumerekowa, Zeynep Yetgil, Türkei und Macey Ellen Kilty, USA                                                                                         |
| 2017 | 1.    | „Iwan-Yarigin“-Memorial in Krasnojarsk   | bis 48 kg      | vor Daria Leksina, Russland, Miglena Selischkaja, Bulgarien und Milana Dadaschewa, Bulgarien                                                                    |
| 2017 | 1.    | Klippan-Lady-Open in Klippan (Schweden)  | bis 48 kg      | vor Jasmine Mian, Kanada, Daria Leksina und Walerija Tschepsarakowa, beide Russland                                                                             |
| 2017 | 1.    | Asien-Meisterschaften in New Delhi       | bis 48 kg      | vor Kim Son-hyang, Nordkorea, Irina Borissowa, Kasachstan und Ritu Ritu, Indien                                                                                 |
| 2017 | 1.    | WM in Paris                              | bis 48 kg      | nach Siegen über Thalia Jihann Mallqui Peche, Peru, Julie Martine Sabatie, Frankreich, Victoria Lacey Anthony, USA, Kim Sonhyang und Emilia Alina Vuc, Rumänien |
| 2018 | 1.    | Klippan-Lady-Open                        | bis 50 kg      | vor Mariya Stadnik, Aserbaidschan, Emilia Alina Vuc und Angelika Wetoschkina, Russland                                                                          |
| 2018 | 1.    | Junioren-WM (Juniors) in Trnava          | bis 50 kg      | vor Ellen Riesterer, Deutschland, Veronika Gurskaja, Russland und Marina Sakschewskaja, Kasachstan                                                              |
| 2018 | 1.    | WM in Budapest                           | bis 50 kg      | nach Siegen über Emilia Alina Vuc, Rumänien, Ritu Ritu, Indien, Oksana Liwatsch, Ukraine und Mariya Stadnik, Aserbaidschan                                      |
| 2019 | 1.    | Junioren-WM (Juniors) in Tallinn         | bis 50 kg      | nach Siegen über Stefania Priceputu, Rumänien, Maria Winnik, Ukraine, Neelam Neelam, Indien, Lucia Yepez Guzman, Ecuador und Daria Chwostowa, Russland          |
| 2021 | 1.    | Olympia-Qualifikationsturnier in Almaty  | bis 50 kg      | vor Namuuntsetseg Tsogtochir, Mongolei, und Dauletbike Yakhshimuratova, Usbekistan                                                                              |
| 2021 | 1.    | Olympische Spiele in Tokio               | bis 50 kg      | |
| 2022 | 1.    | WM in Belgrad                            | bis 50 kg      | |
| 2023 | 1.    | WM in Belgrad                            | bis 50 kg      | |
| 2024 | 3     | Olympische Spiele in Paris               | bis 50 kg      | |

## Nationale Wettkämpfe
| Jahr | Platz | Wettbewerb                         | Gewichtsklasse | Ergebnisse                                                   |
| ---- | ----- | ---------------------------------- | -------------- | ------------------------------------------------------------ |
| 2016 | 1.    | Japanische Meisterschaft           | bis 48 kg      | vor Kika Kagata, Kanae Yamada und Miho Igarashi              |
| 2017 | 1.    | Meiji-Cup in Tokio                 | bis 48 kg      | vor Miho Igarashi und Yuki Irie                              |
| 2017 | 3.    | Japanische Meisterschaft           | bis 50 kg      | hinter Yuki Irie und Miho Igarashi, gemeinsam mit Eri Tosaka |
| 2018 | 1.    | Meiji-Cup in Tokio                 | bis 50 kg      | vor Yuki Irie, Eri Tosaka und Miho Igarashi                  |
| 2019 | 1.    | Meiji-Cup in Tokio                 | bis 50 kg      | vor Eri Tosaka, Yuki Irie, Kika Kagata und Miho Igarashi     |
| 2019 | 2.    | WM-Ausscheidungskampf in Wako-City | bis 50 kg      | nach einer 1:6 Punktniederlage gegen Yuki Irie               |

Erläuterungen
- alle Wettkämpfe im freien Stil
- WM = Weltmeisterschaft
- Altersgruppe „Cadets“ bis zum 17. und Altersgruppe „Juniors“ bis zum 20. Lebensjahr